# Epidesma similis
Epidesma similis là một loài bướm đêm thuộc phân họ Arctiinae, họ Erebidae.